# Phoebe Gill
Phoebe Gill, född 27 april 2007, är en brittisk friidrottare som tävlar i medeldistanslöpning.
Gill tog guld vid Samväldesspelen för juniorer 2023.